# Marco Legal do Saneamento Básico
O Marco Legal do Saneamento Básico é uma legislação brasileira aprovada em 15 de julho de 2020 via Lei nº 14.026/2020, atualizando e expandido a antiga lei do saneamento, Lei nº 11.445/2007 e outras sete leis relacionadas.
Apesar dos avanços nas últimas décadas, de acordo com dados do SNIS - Sistema Nacional de Informações sobre Saneamento, mais de um terço dos brasileiros ainda não possui acesso à água potável, e a coleta de esgoto ainda é precária para mais da metade da população. Além disso, a prestação dos serviços de saneamento básico enfrenta desafios na gestão, na universalização dos serviços e na qualidade do atendimento, devido à fragmentação e à falta de investimentos adequados e regulação eficiente.
Diante desse cenário, o Marco do Saneamento surge como uma tentativa de superar esses desafios e promover avanços na política pública de saneamento básico no Brasil. Por meio dessa legislação, estabelece-se diretrizes para o setor de saneamento básico no país, com o objetivo de promover a universalização dos serviços de água potável e esgotamento sanitário, melhorar a qualidade dos serviços prestados e atrair investimentos privados para o setor, garantindo acesso universal e de qualidade à água potável e ao tratamento de esgoto.

## Principais pontos
- Atualização da legislação de saneamento básico, mantendo os principais conceitos do marco anterior.
- Priorização dos serviços de abastecimento de água e esgotamento sanitário.
- Atribui à Agência Nacional de Águas e Saneamento Básico (ANA) a competência para editar normas de referência sobre o serviço de saneamento.[6]
- Criação do Comitê Interministerial de Saneamento Básico (CISB) e atribuição ao Ministério do Desenvolvimento Regional (MDR).
- Incentivo à abertura do mercado de prestação dos serviços públicos de saneamento básico para a concorrência de empresas privadas.
- Regionalização da gestão dos serviços de saneamento básico.
- Obrigatoriedade de abertura de licitação para contratação, envolvendo empresas públicas e privadas.
- Universalização do atendimento de água potável, coleta e tratamento de esgotos até 2033.[7]

## Contexto
Segundo o Sistema Nacional de Informações sobre Saneamento (SNIS, 2019), as empresas estaduais são responsáveis pelo abastecimento de água de 3.841 municípios (68% do total do país) e pelos serviços de esgotamento sanitário de 1.372 municípios (25%). Considerando que se trata da modalidade predominante no país, o artigo havia sido negociado no Senado e tinha o objetivo de garantir mais tempo e segurança para o processo de transição.
O processo que resultou na alteração do Marco Legal do Saneamento começou em 2018, no governo Michel Temer (MDB) e continuou no governo Jair Bolsonaro (sem partido) com pelo menos quatro projetos legislativos, dois deles Medidas Provisórias (de números 844 e 868), que caducaram, entre outras razões, por falta de convergência política. Em 2019, foi proposto o Projeto de Lei 3.261/2019, de iniciativa do senador Tasso Jereissati (PSDB), mas, para agilizar sua tramitação, o Poder Executivo apresentou outro projeto de lei (PL 4.162/2019), com conteúdo similar ao do Senado.
Com isso, foi finalmente aprovado como Lei nº 14.026/2020, composta por 24 artigos que alteram centenas de dispositivos em sete diferentes leis e sancionada com vetos pelo presidente Bolsonaro. Os vetos foram apreciados pelo Congresso e mantidos em março de 2021. Entre os vetos presidenciais, que atingiram total ou parcialmente 12 artigos, estão a possibilidade de reconhecimento e renovação de contratos de programa, instrumento pelo qual um município transfere a uma empresa estadual de saneamento a execução de serviços públicos sem necessidade de licitação.
| Legislação Alterada | Descrição da Alteração |
| ------------------- | --- |
| Lei nº 9.984/2000   | Atribui à ANA - Agência Nacional de Águas e Saneamento Básico a competência para editar normas de referência sobre o serviço de saneamento. |
| Lei nº 10.768/2003  | Altera o nome e as atribuições do cargo de Especialista em Recursos Hídricos.                                                               |
| Lei nº 11.107/2005  | Veda a prestação por contrato de programa dos serviços públicos de saneamento previstos no art. 175 da Constituição Federal.                |
| Lei nº 11.445/2007  | Aprimora as condições estruturais do saneamento básico no Brasil.                                                                           |
| Lei nº 12.305/2010  | Trata dos prazos para a disposição final ambientalmente adequada dos rejeitos.                                                              |
| Lei nº 13.089/2015  | Estende seu âmbito de aplicação às microrregiões.                                                                                           |
| Lei nº 13.529/2017  | Autoriza a União a participar de fundo com a finalidade exclusiva de financiar serviços técnicos especializados.                            |

#### Decretos Governo Lula
Em 05 de abril de 2023, o presidente Lula assinou dois decretos: D11.466/2023 e D11.467/2023, retirando o limite de 25% para subdelegações em Parcerias-Público-Privado, incentivando o modelo, e prorrogando o prazos dos municípios de estruturarem suas operações regionalizadas até o final de 2025, visto que o prazo não foi atendido por muitos deles. Antes da edição dos decretos pelo governo Lula, 1.113 municípios, com uma população de 29,8 milhões de pessoas, tiveram seus contratos considerados irregulares com as companhias de água e esgoto após análise da capacidade delas em cumprir os objetivos estabelecidos pelo novo marco regulatório.
A Associação Brasileira das Empresas Estaduais de Saneamento (Aesbe), entidade que reúne empresas estaduais, celebrou os decretos emitidos pelo governo Lula, argumentando que eles incentivarão cerca de R$ 120 bilhões em investimentos e atenderão mais de 30 milhões de pessoas que ficariam desassistidas devido a um veto a novos investimentos públicos sem readequações ao marco, ao mesmo tempo em que a Sabesp, de São Paulo, e Copasa, de Minas Gerais após o ocorrido pediram sua desfiliação da entidade. A Corsan, empresa de saneamento do Rio Grande do Sul, também indicou que seguirá o mesmo caminho.
Para a Associação das Concessionárias Privadas (Abcon), entidade que reúne empresas privadas, e especialistas do setor, a alteração pode comprometer novos projetos e a meta de universalizar o acesso a água e esgoto tratados no Brasil.

## Diretrizes da Reforma

#### Padronização Regulatória
A padronização regulatória do setor, por meio de normas de referência nacionais a serem adotadas pelas agências reguladoras locais, regionais ou estaduais.
A Agência Nacional de Águas e Saneamento Básico (ANA) foi designada como responsável pela coordenação da padronização da regulação do setor de saneamento básico e pela divulgação das melhores práticas, visando aumentar a segurança jurídica na prestação dos serviços e reduzir os riscos regulatórios, com o objetivo de incentivar investimentos públicos e privados.
A promoção da adoção das normas de referência está vinculada a incentivos fiscais e concessão de financiamentos, tanto para as agências reguladoras quanto para os novos contratos de prestação dos serviços, para a ANA, isso representa um grande desafio, dada a abrangência estabelecida pela lei, a estrutura atual da agência e o fato de ser uma nova área de atuação institucional.
As novas atribuições da ANA demandam capacidades institucionais, recursos humanos e recursos financeiros. Até o momento, infelizmente, a ANA não conseguiu expandir significativamente seu quadro de pessoal nem seu orçamento, o que impactou o cronograma de elaboração das normas de referência.

#### Metas de Universalização
As metas de universalização são estabelecidas para atingir um atendimento de 99% da população com água potável e 90% da população com coleta e tratamento de esgotos até 31 de dezembro de 2033.
A meta de universalização já estava prevista como princípio na Lei nº 11.445/07 e no Plano Nacional de Saneamento Básico (PLANSAB), porém agora foi incorporada no texto da lei, o que é pouco comum. Todos os contratos de concessão, tanto os vigentes como os novos provenientes de licitação, estão condicionados à comprovação da capacidade econômico-financeira para alcançar a meta até 2033.
As metas devem ser observadas em nível municipal, quando a titularidade é exercida de forma independente, ou em nível regionalizado. Entretanto, é importante ressalvar que as metas regionais podem esconder disparidades, uma vez que os dados agregados de um conjunto de municípios não refletem a realidade de cada um deles. Um exemplo é a Região Metropolitana de São Paulo, composta por 39 municípios, dos quais 37 são atendidos pela SABESP. A taxa de atendimento de água potável para toda a região é de 98,4%, muito próxima da meta de 99%. No entanto, uma análise individual de cada município revela que alguns têm índices de atendimento de água potável próximos a 60%, como é o caso de Santa Isabel e Salesópolis.
Além disso, é necessário incluir nas metas a garantia de atendimento com água potável e esgotamento sanitário também nas áreas rurais. Atualmente, o cálculo dos índices de atendimento urbano pelo SNIS tende a ser mais favorável, uma vez que considera apenas os dados fornecidos pelos prestadores de serviços, o que pode ocultar a realidade das áreas rurais com menor acesso aos serviços de saneamento. Por exemplo, o índice de atendimento urbano de esgoto na Região Metropolitana de Salvador é de 78%, mas quando consideramos o índice de atendimento total de esgoto, que inclui a população rural, a média cai para 70%.
Outro aspecto importante é que muitos estados utilizam indicadores urbanos para modelar suas regionalizações, o que pode esconder a população rural na avaliação do cumprimento das metas, principalmente em municípios com menores taxas de urbanização. Segundo estimativa do SNIS de 2019, com base na taxa de urbanização do Censo de 2010, 1.619 municípios, ou 29% do total de municípios do país, possuem mais da metade de sua população vivendo em áreas rurais. É fundamental garantir que essas populações sejam consideradas nas metas de universalização.

#### Incentivo à participação do setor privado
O novo Marco Legal busca incentivar a participação de empresas privadas na prestação dos serviços de saneamento básico por meio de concessões ou parcerias público-privadas (PPPs), e proíbe a celebração de novos "contratos de programas" entre as empresas públicas estaduais de saneamento básico e os municípios.
O Marco Legal estabelece critérios para a seleção competitiva dos prestadores de serviços em novos contratos, permitindo ao titular escolher a forma de prestação. Quando a prestação for realizada por entidade que não faça parte da administração do titular, deverá ocorrer por meio de concessão, mediante prévia licitação.
Para estimular as concessões, a lei incorpora estratégias como a proibição de novos contratos de programa entre municípios e empresas estaduais de saneamento básico, a criação de incentivos financeiros e recursos para processos de concessão e PPP, e a exigência de capacidade econômico-financeira dos operadores e metas de atendimento para todos os contratos vigentes e novos. No entanto, a definição da metodologia para as metas de atendimento foi realizada por decreto, de forma pouco transparente e sem participação social, apesar de uma consulta pública em agosto de 2020, para a qual não foram encontrados registros da publicização antecipada dos resultados obtidos.

#### Regionalização da Gestão dos Serviços
Um dos principais enfoques do novo Marco Legal é a regionalização da prestação dos serviços de saneamento básico, envolvendo mais de um município.
A justificativa para essa abordagem é assegurar a viabilidade técnica e econômico-financeira dos serviços, aproveitando os ganhos de escala na prestação e permitindo subsídios cruzados entre municípios com maior superávit e aqueles com menor poder aquisitivo (modelo comumente adotado pelas empresas estaduais). A lei busca incentivar essa estratégia ao condicionar a alocação de recursos públicos federais e o financiamento com recursos da União à adesão dos municípios às regionalizações propostas pelos estados ou pela União.
Para isso, o novo Marco Legal prevê diferentes arranjos de regionalização, incorporando o conceito de titularidade que pode ser municipal, compartilhada (em regiões metropolitanas, aglomerações urbanas e microrregiões) ou associada (por meio de unidades regionais de saneamento básico e blocos de referência), conforme proposto na lei.

## Ligações Externas
- Observátorio do Marco do Saneamento